# アシュリー・ハッチングス
アシュリー・ハッチングス（Ashley Hutchings、MBE、1945年1月26日 - ）は、イングランドのベーシスト、ボーカリスト、ソングライター、アレンジャー、バンドリーダー、ライター、音楽プロデューサー。彼は、このジャンルの歴史の中で最も注目に値する3つの英国のフォークロック・バンド、フェアポート・コンヴェンション、スティーライ・スパン、アルビオン・バンドの創設メンバーだった。ハッチングスは、レコードやライブシアターなど、他の多数のプロジェクトを監督し、映画やテレビのプロジェクトで協力している。

## 歴史

### 初期のキャリア
ハッチングスは英国ロンドンのサウスゲートで生まれたが、まだ子供の間にマスウェル・ヒルに移った。10代の頃、スキッフルとブルースのムーヴメントに関わり、1964年に「Dr K's Blues Band」を含むいくつかのグループを結成した。ギタリストのサイモン・ニコルとは1966年に2人が「Ethnic Shuffle Orchestra」で演奏したときに出会った。彼らはニコルの父親が医療行為を行っていた「フェアポート」と呼ばれる家の上の階でリハーサルを行い、その名は1967年にリチャード・トンプソンと、そしてすぐにマーティン・ランブル 、ジュディ・ダイブル、イアン・マシューズが加わるバンド名の由来となった。

### フェアポート・コンヴェンション
ハッチングスはバンドの最初の4枚のアルバムに参加している。最初の3枚、『フェアポート・コンヴェンション』（1968年）、『ホワット・ウィー・ディド・オン・アワ・ホリデイズ』（1969年）、および『アンハーフブリッキング』（1969年）は、主にアメリカのシンガーソングライターの曲と、似たようなスタイルのオリジナル曲で構成されていた。ハッチングスの抑制された、しかしパワフルなベース・スタイルは、この時期のバンドの特徴の一つである。バンドの焦点は、フィドルの名手であり、伝統的な曲を豊富に持っていたデイヴ・スウォーブリックの加入で変化した。スウォーブリックはヴァイオリンの妙技と豊富なトラディショナル曲をもたらした。これがきっかけでハッチングスはセシセシル・シャープ・ハウスにある英国民族舞踏民謡協会の図書館で研究を続け、多くの人が英国のフォークロックの基礎と認める先駆的でクラシカルな『リージ・アンド・リーフ』（1969年）が生み出された。しかし、ほとんどのメンバーは以前の形式に戻りたいと考えていたため、ハッチングスはバンドの方向性に不満を募らせていた。その結果、1969年により伝統的なプロジェクトに集中するためにバンドを去ることになった。

### スティーライ・スパン
ハッチングスの新しいバンド、スティーライ・スパンは、ティム・ハート&マディ・プライヤーとテリー&ゲイ・ウッズというすでに確立された2組のフォーク・デュオを組み合わせたものである。2人のウッズはデビュー・アルバム『ハーク! ザ・ヴィレッジ・ウェイト』(1970年) のリリース直後に脱退し、シンガー/ギタリストのマーティン・カーシーとフィドラーのピーター・ナイトが後任として加入した。その結果、グループは小さなコンサート会場を回り、伝統的な曲をエレクトリック・ヴァージョンで演奏した『プリーズ・トゥ・シー・ザ・キング』 (1971年) と『テン・マン・モップ、あるいはレザヴォア・バトラー氏捲土重来』 (1972年)の2枚のアルバムが高く評価された。より商業的なサウンドを求めたマネージャーのジョー・ラスティグを迎えたことで、おそらくは よりトラディショナルな方向性を有していたカーシーとハッチングスがバンドを脱退するきっかけとなり、その後もメンバーの変更が続いたが、かなりの主流の成功を収めることになった。

### アルビオン・カントリー・バンド、モリス・オン、エッティンガム・スチーム・バンド
この時点までに、活動的なハッチングスはすでに他のプロジェクトを進行中だった。彼の作品の主要な出口となっているアルビオン・カントリー・バンドの初期メンバーを集め、当時の妻シャーリー・コリンズのソロ・コレクション『No Roses』 (1971年)のバッキングを担当していた。これらのメンバーの中にはモリス・ダンシングへの愛情に満ちたエレクトリック・トリビュートであるアルバム『Morris On』 (1972年) で彼に協力した者もいたし、次のプロジェクトであるエッティンガム・スチーム・バンドにも1974年から6年間参加していた者もいた。このバンドがレコードをリリースすることなく解散した後、1976年にアルビオン・バンドに復帰したが、このバンドはメンバーの変更を繰り返しながら、2002年まで定期的にレコーディングやツアーを行っていた。

### その他のプロジェクト
アルビオン・バンド以外では、ハッチングスはさまざまなフォーク・アーティストのアルバムに頻繁にゲストとして参加している。また、ハッチングスは、多様なプロジェクトを追求し続けており、あるものは単独で、あるものはある程度安定した継続性のあるグループで活動を行っている。モリス・オンのプロジェクトは、彼のキャリアの間でいくつかの続編を生み出している：『Son of Morris On』（1976年）、『Grandson of Morris on』（2002年）と『Great Grandson of Morris on』（2004年）である。他にもジョン・カークパトリックなどとのダンス・プロジェクトとして、『The Compleat Dancing Master』 (1974年) 、『Rattlebone & Ploughjack』 (1976年) 、『Kickin' Up the Sawdust』 (1977年) などがある。
1984年、ハッチングスはフォークソング収集家のセシル・シャープについてのワンマン・ショーを書いてツアーを行い、結果としてアルバム『An Hour with Cecil Sharp and Ashley Hutchings』 (1986年) をリリースした。1990年にライブ・ショーとアルバムとして制作された『By Gloucester Docks I Sat Down and Wept: A Love Story』 (1987年) のように、この時点から、彼は頻繁に執筆とナレーションを音楽と組み合わせるようになった。
1990年にはライブ・ショーとアルバムとして制作された『A Word in Your Ear』 (1991年) や、音楽とナレーションを組み合わせたジュディ・ダンロップとのテーマ・アルバム『Sway with Me』 (1991年) を制作している。
1980年代後半、アシュリー・ハッチングス・オールスターズとともにツアーを行い、ライブ・アルバム『As You Like It』 (1988年) を制作した。フィル・ビアー、クリス・ホワイルと共にTVシリーズ『The Ridge Riders』のサウンドトラックを提供し、アルバム『Ridgeriders：Songs of the Southern English Landscape』 (1995年、HTD)、短いツアー、および別のライブ・アルバム『Ridgeriders in Concert』 (1996年、Talking Elephant) がリリースされた。
1990年代には自身の音楽的ルーツであるスキッフルとロックンロールに戻り、アシュリー・ハッチングス・ビッグ・ビート・コンボとのツアーとレコーディングを行い、アルバム『Twangin 'and a Traddin'』 (1994年) を制作した。またダンスへの関心も戻り、モリス・オン・プロジェクトを続けたほか、アシュリー・ハッチングス・ダンス・バンドを結成し、ジョン・キーツのための『A Batter Pudding for John Keats』 (1996年)をプロデュースした。その他のプロジェクトには、マルコム・ロウとのプロジェクト、真に折衷的な『Folk Your Way to Fitness』 (1997年) 、『Street Cries』 (2001年)、『Human Nature』 (2003年) などがある。

### レインボー・チェイサーズ、アルビオン・クリスマス、そしてラーク・ライズ・バンド
2002年にアルビオン・バンドのフルタイム・グループとしての活動を休止した後、ハッチングスはレインボー・チェイサーズという名の下に新進気鋭のフォーク・ミュージシャンの小さなグループを結成し、3枚のアルバム『Some Colours Fly』 (2005年) 、『A Brilliant Light』 (2005年)、『Fortune Never Sleeps』 (2006年) を発表した。2008年にはラーク・ライズ・バンドを結成し、彼にとって最も成功したショーの音楽を演奏、録音し、アルバム『Lark Rise Revisited』 (2008年) を発表した。クリスマス・シーズンにはアルビオン・クリスマス・バンドとのツアーを続けており、元アルビオン・バンドのメンバーであるケン・ニコルとのプロジェクトも計画中である。

### 表彰
彼のキャリアは、アーカイブ・シリーズ『The Guv'nor and Burning Bright』 (2005年)という4枚組のCDのボックス・セットをリリースして祝われた。2006年、ハッチングスはこのジャンルへの貢献が認められてBBCラジオ2フォーク賞で名誉あるグッド・トラディション・トロフィーを受賞し、2007年に『リージ・アンド・リーフ』で「彼はリエージュとLiefのための「史上最も影響力のあるフォーク・アルバム」の特別賞を受賞した。
2013年12月12日、ハッチングスはロンドンのキングス・プレイスで開催されたアルビオン・クリスマス・バンドのコンサートで、英国民族舞踊民謡協会のゴールドバッジ賞を授与された。フォーク・ミュージックへの貢献が認められ、2015年の女王誕生日栄誉賞でMBEを授与された。

### 私生活
ハッチングスは1971年にイギリスのフォークシンガー、シャーリー・コリンズと結婚したが、1978年頃に離婚した。
ジュディ・ダンロップとの間には、1992年2月11日生まれの息子ブレア・ダンロップがいる。

## ディスコグラフィ

### アルビオン・カントリー・バンド、アルビオン・ダンス・バンド、アルビオン・バンド
- en:Albion Country Bandを見る

### アルビオン・モリス
- Still Dancing After All These Years (2003年、Talking Elephant)

### ザ・バンチ
- 『ロック・オン』 - Rock On (1972年、Island)

### フェアポート・コンヴェンション
- フェアポート・コンヴェンションのディスコグラフィを見る

### レインボー・チェイサーズ
- en:Rainbow Chasers dscographyを見る

### スティーライ・スパン
- スティーライ・スパンのディスコグラフィを見る

### 音楽プロデューサーおよびベース奏者としてのアシュリー・ハッチングス
- 『ノー・ローゼズ』 - No Roses (1971年、Pegasus) ※with シャーリー・コリンズ&アルビオン・カントリー・バンド
- 『モリス・オン』 - Morris On (1972年、Island/Carthage)
- 『コンプリート・ダンシング・マスター』 - The Compleat Dancing Master (1974年、Island) ※with ジョン・カークパトリック
- Rattlebone & Ploughjack (1976年、Island/Beat Goes On)
- Son of Morris On (1976年、Harvest)
- Kicking Up the Sawdust (1977年、Harvest)
- An Hour with Cecil Sharp and Ashley Hutchings (1986年、Dambuster)
- By Gloucester Docks I Sat Down and Wept (1987年、Paradise and Thorns)
- The Guv'nor (1994年、HTD)
- As You Like It (1994年、HTD) ※with the Ashley Hutchings All Stars
- Twangin' and a Traddin' - Ashley Hutchings Big Beat Combo (1994年、HTD)
- The Guv'nor vol 2 (1995年、HTD)
- The Guv'nor vol 3 (1995年、Castle)
- The Guv'nor's Big Birthday Bash (1995年、HTD)
- Ridgeriders: Songs of the Southern English Landscape (1995年、HTD) ※with フィル・ビアー、クリス・ホワイル
- Ridgeriders in Concert (1996年、Talking Elephant) ※with フィル・ビアー、クリス・ホワイル
- A Batter Pudding for John Keats (1996年、HTD) ※with The Ashley Hutchings Dance Band
- The Guv'nor vol 4 (1996年、Castle)
- Folk Aerobics (1997年、HTD)
- Along The Downs: The Countryside Collection Album (2000年、Mooncrest)
- Street Cries (2001年、Topic)
- The Guv'nor vol 5 (2002年、Talking Elephant)
- Grandson of Morris On (2002年、Talking Elephant)
- Human Nature (2003年、Talking Elephant)
- As I Cycled Out One May Morning (2003年) ※with The Cecil Sharpe Centenary Collective
- Great Grandson of Morris On (2004年、Topic)
- Sway with Me (2005年、Talking Elephant)
- Burning Bright (2005年、Free Read) ※ボックスセット
- Morris on the Road (2005年、Talking Elephant)
- The Mother of All Morris (2007年、Talking Elephant)
- Lark Rise Revisited (2008年、Talking Elephant)
- 『マイ・ランド・イズ・ユア・ランド』 - My Land is Your Land (2009年、Esoteric) ※with エルネスト・デ・パスカル
- Copper, Russet and Gold (2010年、Park Records) ※with Ken Nicol
- Paradise and Thorns: Gloucester Docks Revisited and Other Tales of Love (2018年、Talking Elephant)[14]